# Écoliers du Christ

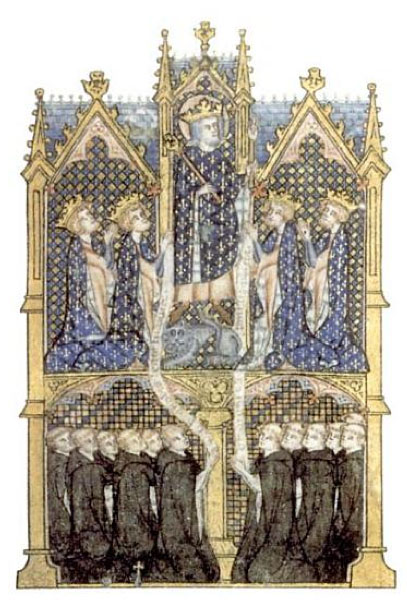
Philippe-le Bel, ses trois fils et les Écoliers invoquant Saint Louis : « Priez pour nous Saint Louis, afin que nous soyons dignes des promesses du Christ ».

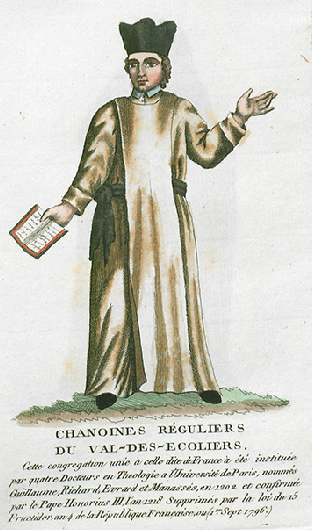
Chanoines réguliers du Val des Écoliers.

Les Écoliers, ordre canonial du Val des Écoliers (en latin : Ordo Vallis Scholarium), ou ordre de chanoines réguliers des Écoliers du Christ, est un ordre religieux catholique fondé en 1201, par quatre maîtres en théologie de l'université de Paris.
En 1212, le prieuré du Val des Écoliers, est fondé dans le val de Verbiesles, dans le diocèse de Langres, par les fondateurs de l'ordre, sous la règle de saint Augustin. Ils sont rejoints par une trentaine d'étudiants : des « écoliers. » 
En 1215, l'évêque de Langres Guillaume de Joinville approuve l'ordre et, en 1219, le pape Honorius III approuve la règle de l'ordre. Ce dernier se développe et possède jusqu'à 28 prieurés. L'ordre essaime en Belgique à Géronsart, Mons, Malines, Houffalize et à Liège. La construction du prieuré de Paris commence en 1229. Constitué de 28 prieurés dans 16 diocèses, l'ordre maintient son indépendance pendant plus de trois siècles et subsiste jusqu'à la Révolution française au sein de la Congrégation de France à laquelle il est rattaché en 1636. À Paris, il dispose à partir de 1229 d'un collège, le collège de Sainte-Catherine-du-Val-des-Écoliers, et d'une chaire à l'université. Certains de ses membres sont confesseurs du roi de France.

## Fondation
Selon la tradition, l'ordre est fondé en 1201 par quatre maîtres en théologie de l'université de Paris, Guillaume Langlois décédé entre 1215 et 1223, le plus âgé, accompagné de Richard, Evrard et Manassès qui ont entre vingt et trente ans, à la suite d'une vision, décidèrent d'abandonner leur enseignement pour se retirer dans la solitude. Ils s'installent dans une vallée isolée près de Chaumont-en-Bassigny aux confins de la Champagne et de la Bourgogne. La petite communauté s'agrandit à l'arrivée de Frédéric — qui avait renoncé à sa charge d'évêque de Châlon-sur-Marne — et de 37 étudiants parisiens. Elle adopte alors la règle de saint Augustin et les usages des Victorins, ce qui est confirmé en 1219 par Honorius III. Son adoption de la règle de saint Augustin et ses constitutions sont proches de celles de l'ordre de Saint-Victor de Paris.
En 1234, soit une trentaine d'années plus tard ils se déplacent vers la Marne, accompagnés des cendres des quatre fondateurs auxquels sera érigée par la suite une épitaphe.
- Gallia nos genuit docuit Sorbona/
 recepit Hospitio prœsul pavit eremus inops/
 Justa pius solvit Christo quem ereximus ordo/
 Ossaque jam vallis nostra scholaris habet[8]

Les couvents les plus importants furent ceux de Paris, Reims, et Liège
Ils auront une influence importante sur la théologie, et en 1629, ils sont rattachés à la Congrégation de France, en 1629, la maison-mère en 1636.
En 1636, Seuls Sainte-Catherine de Paris et Notre-Dame de Liège étaient des noviciats et la maison-mère un centre d'étude en philosophie et théologie de 1669 à la fin du xiiie siècle.
En 1637, cet institut s'unit à celui des chanoines réguliers de saint Augustin de la Congrégation de France (ou Génovéfains).

### Fin de la maison-mère à Chaumont
Les meilleurs tableaux du musée de leur ville de Chaumont proviennent des collections de cette abbaye, et parmi ceux qui sont perdus nous citerons: dix portraits des supérieurs de Sainte-Geneviève; celui du P. Lemoyne ; le Nunc dimittis, de Saint-Simon, peint par Lallier; une Adoration des mages et une Annonciation du même artiste ; enfin, il y avait encore plus de quarante sujets religieux dont quelques-uns, peints sur bois, étaient datés du XVe siècle. Il ne reste plus de l'abbaye du Val qu'un corps de bâtiments qui date du XVIIIe siècle.

## Situations

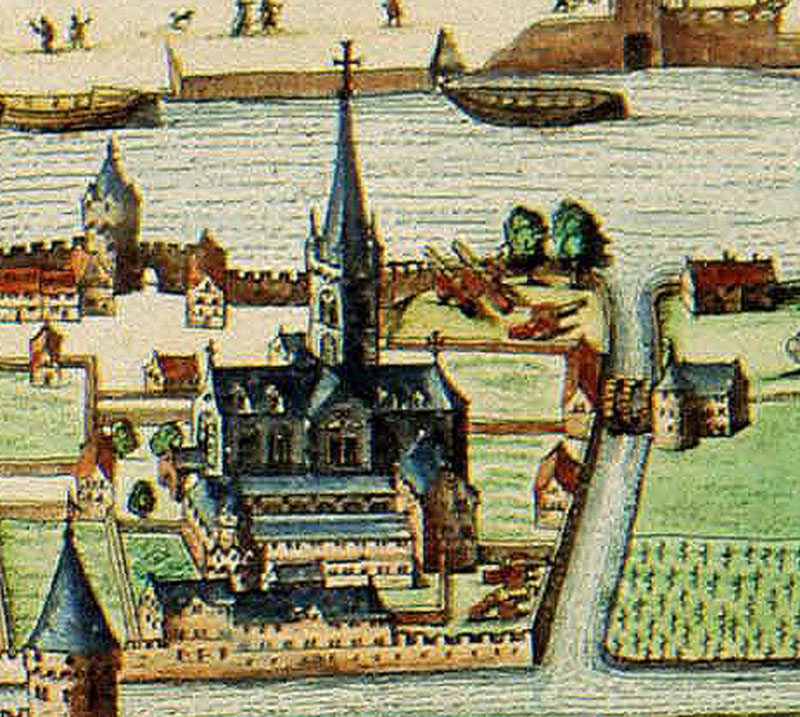
L'abbaye du Val des Écoliers de Notre-Dame de l'Isle à Liège, gravée par Julius Milheuser, éditée en 1459 par Joan Blaeu.

### Belgique
- Abbaye du Val-des-Écoliers de Notre-Dame de l'Isle à Liège, actuellement Outremeuse
- Abbaye du Val-des-Écoliers de Mons[10].
- Prieuré du Val-des-Écoliers de Malines à Hanswijk
- Prieuré du Val-des-Écoliers de Leau à Zoutleuw
- Abbaye du Val-des-Écoliers de Géronsart à Namur

### France
- prieuré du Val-des-Écoliers ou Grand-Val, Verbiesles, maison mère 
  - Prieuré d'Epineuseval de Chamarandes-Choignes, à Villiers-aux-Bois.
- Couvent Sainte-Catherine-du-Val-des-Écoliers, à Paris
  - Prieuré du Val-Saint-Éloi, près de Chilly-Mazarin, maison fille du couvent Sainte-Catherine
- Monastère Val-des-Écoliers, de Saint-Paul à Reims